# Notophycis marginata
Notophycis marginata är en fiskart som först beskrevs av Günther, 1878.  Notophycis marginata ingår i släktet Notophycis och familjen Moridae. Inga underarter finns listade i Catalogue of Life.